# Грб Бајине Баште
Грб Бајине Баште је донешен једногласном одлуком одборника на седници Скупштине општине Бајина Башта одржаној 15. јула 2021. године, када је Бајина Башта је по први пут у историји добила грб и заставу у складу са хералдичким правилима.
До доношења ове одлуке Општина Бајина Башта као своје званично обележје је користило псеудохералдички амблем. Година 1872 на амблему, означава годину када је Милош Обреновић Бајиној Башти одобрио статус града. Разлика грба у односу на амблем је у томе што овај симбол не подлеже сложеном симболичком језику који прописује хералдичка наука за израду грба. Грб као симбол општине у друштвеном и културном контексту има статусно и симболички виши стандард у односу на амблем.

## Покретање иницијативе
После више од четири године од покретања иницијативе за израду грба у складу са српском територијалном хералдиком процедура је приведена крају усвајањем Одлуке о изгледу грба и заставе од стране Скупштине општине Бајина Башта, а нови симболи општине (мали грб, велики грб и застава) примењују се од 1. јануара 2022. године. До тада су на основу усвојеног блазона – званичног описа грба општине урађене дигиталне верзије и књига стандарда за примену грба и заставе у различитим приликама.
Иницијативу за покретање процедуре израде графичког решења грба Општине Бајина Башта у складу са хералдичким правилима поднео одборник Синиша Спасојевић на седници Скупштине општине у 2017. години. Како је тада наведено у иницијативи, поред чињенице да Бајина Башта нема грб који је у складу са српском херладиком знак који се користио је у нескладу и са званичним Даном општине који се прославља 25. јула као спомен на прво проглашење Бајине Баште за варошицу које се десило 1858. док је на амблему 1872. година односно време када је статус варошице обновљен.
Иницијатива је прихваћена од стране Општинског већа и затим је именована петочлана Комисија која је са Српским хералдичким друштвом координисала израду грба. На седници Скупштине општине Бајина Башта предлог грба испред Комисије је образложила Јасна Станковић, историчар уметности и кустос Градске галерије у Бајиној Башти. Скупштина општине Бајина Башта је једногласно усвојила предлог и на тај начин Бајина Башта први пут у свом постојању добија грб.

## Израда грба и симболика
Српско хералдичко друштво је по херладичким параметрима израдило грб Бајине Баште, на основу списка историјских, привредних, културних и природних особености које је предложила Комисија формирана решењем Скупштине општине Бајина Башта. Комисију су чинили Марко Ковачевић, Дејан Млађеновић, Јасна Станковић, Обрад Павловић и Радомир Ђукановић.
Из мноштва значајних личности, догађаја и карактеристика ове општине, Комисија се водила идејом да најважније одлике општине, културно-историјске, природне и привредне карактеристике, а према правилима хералдике, смести на једно место – грб општине Бајина Башта.
У малом грбу, на црвеној површини доминира сребрни грифон, чије је једно од најчешћих хералдичких значења чувар знања и мудрости, алудирајући пре свега на манастир Рачу која је током свог дугог трајања била стожер духовности и чувар знања овог дела Србије али и на целокупном српском културном простору. У манастиру Рачи радила је велика преписивачка школа, за њега везујемо личност Хаџи Мелентија Стефановића, духовника и Карађорђевог устаничког војводе, а за време Другог светског рата ту је чувано славно Мирослављево јеванђеље.
Грифон као митско створење у себи обједињује симболичку природу орла и лава, па тако он у својој природи спаја божански дух и мудрост орла, док лав, као земаљски принцип, представља снагу, храброст и истрајност. Због своје двојне природе, грифон се налази на великом броју хришћанских црквених објеката, али и световних здања, па је овај мотив нашао своје место на страницама Мирослављевог јеванђеља, манастирским црквама Дечана, Студенице, Мораче и Каленића, али и на архитектонским украсима Краљевског двора Карађорђевића из двадесетих година 20. века и београдске Железничке станице из 19. века.
Поред већ наведеног хералдичког значење грифона он се везује и за симбол снаге, вођства и одважности. Повезујући квалитете краља животиња и краља птица грифон је добио вредност као посебно моћно и чаробно биће. По античкој традицији грифони су чувари ризница и насељавају планинске висове, а у српској традицији грифон представља чувара и заштитника. У српској средњовековној амблематици и хералдици грифони су чест мотив можда и под утицајем учења Светог Иринеја на основу кога се грифону приписивало да представља двоструку природу Христову, божанску и људску.
На штиту је поред грифона, симболима укрштених муња престављена је Хидроелектрана Бајина Башта, као највећи привредни гигант ове подринске општине али и хидроелектрана са националним значајем. У дну истог поља, бела таласаста линија означава реку Дрину.
Са обе стране штита, као држачи стегова (застава) постављене су две животиње карактеристичне за фауну Националног парка Тара, али и зато што је орао један од симбола српског грба и народа, док је вук још од давнина често коришћен симбол српских пламена. Обе животиње су у плавој боји па се у комбинацији са осталим елементима грба добијају боје српске заставе. Док вук као држач заставе држи српску државну заставу, орао држи заставу Бајине Баште која је у бојама Хаџи Мелентијеве војводске заставе из 1807. године на којој је поновљен симбол грифона. Једно оцило односно слово С на застави јасна је асоцијација на српски национални грб.
Изнад малог грба на којем је грифон налази се сребрна бедемска круна која када се хералдички „чита” говори о броју становника општине Бајина Башта, а у његовом подножју су планински врхови Националног парка Тара прекривени густим четинарским шумама.
Са доње стране, грб општине Бајина Башта уоквирен је лентом на којој је назив општине исписан словима попут оних којим је писано Мирослављево јеванђеље.

## Блазон – званичан опис грба Бајине Баште
Следи званични опис и коментар грба и његовог значења који је наведен у образложењу Српског хералдичког друштва и одлуци Скупштине општине Бајина Башта.
Блазон Малог грба општине гласи
| „ | У црвеном пропети сребрни грифон златно оружан и истог таквог језика између чијих се предњих канџи по салтиру укрштају две сребрне муње; испод свега у стопи сребрна таласаста греда. | ” |

Блазон Великог грба општине гласи
| „ | У црвеном пропети сребрни грифон златно оружан и истог таквог језика између чијих се предњих канџи по салтиру укрштају две сребрне муње; испод свега у стопи сребрна таласаста греда. Чувари: десни – плави вук оружан црвено (канџе) и сребрно (зуби) а црвеног језика; леви – плави oрао у полету оружан црвено (канџе) и златно (кљун) а златних ногу и црвеног језика. Додатак блазону: штит је крунисан сребрном бедемском круном са три видљива мерлона; постамент чине три брега обрасла четинарском вегетацијом, преко којих је лента са називом општине. Сребрне муње алудирају на хидролелктарну „Бајина Башта“ (једна муња алудира на проточну, а друга на ревирзибилну хидроелектрану). Сребрна боја муња алудира на водено порекло енергије. Комбинација сребрних муња на црвеном пољу алудира на национални значај хидроелектране „Бајина Башта“ како по питању количине произведене енергије, тако и на чињеницу да се ради о највећој хидроелектрани на реци Дрини. Сребрна таласаста греда алудира на реку Дрину. Вук и орао алудирају на две животињске врсте по којима се истиче фауна општине Бајина Башта, али и на очуваност природне средине општине. Плава боја вука и орла алудира на чистоту и племенитост фауне и природне средине општине. | ” |